# Symphytum officinale subsp. officinale
Symphytum officinale subsp. officinale é uma subespécie de planta com flor pertencente à família Boraginaceae.

Os seus nomes comuns são consolda-maior.

## Portugal
Trata-se de uma subespécie presente no território português, nomeadamente em Portugal Continental.
Em termos de naturalidade é introduzida na região atrás indicada.

## Protecção
Não se encontra protegida por legislação portuguesa ou da Comunidade Europeia.